# Hololepta depressa
Hololepta depressa är en skalbaggsart som beskrevs av Lewis 1884. Hololepta depressa ingår i släktet Hololepta och familjen stumpbaggar. Inga underarter finns listade i Catalogue of Life.